# معركة سانجامنر
نشبت معركة سانغامنر بين سلطنة مغول الهند وإمبراطورية المراثا في عام 1679. كانت هذه آخر معركة خاضها ملك المراثا شيفاجي . نصب المغول كمينًا لشيفاجي بقوة كبيرة عندما كان عائداً من نهب جالنا. انخرط المراثا في معركة مع مغول الهند لمدة ثلاثة أيام لكنهم خسروا أمامهم.
نجح شيفاجي في الهروب بنجاح مع 500 جندي بينما استمرت المعركة حتى قُتل جنرال ماراثا سيدوجي نيمبالكار مع 2000 جندي، في حين أن سانتاجي غورباد فر أخيرًا بعد هزيمته، مع إصابة هامبير راو وإلقاء القبض على العديد من جنود مارثا. عاد شيفاجي إلى رايجاد بأمان في أوائل ديسمبر من ذلك العام.